# グッドマンジャパン
グッドマンジャパン株式会社は、物流不動産に特化した不動産所有、開発、管理会社。物流施設に特化した不動産ファンドの組成・運営等も行う。

## 沿革
- 1980年（昭和55年）2月 - 不動産の仲介業を行うエイティ・エイジとして創業。
- 1990年（平成2年）7月 - 株式会社エイティ・エイジに改組。
- 1997年（平成9年）1月 - 株式会社アール・イー・ピーに商号変更。
- 1999年（平成11年）10月 - 株式会社日本レップに商号変更。
- 2000年（平成12年）3月 - 本社を大阪府大阪市中央区淡路町に移転。
- 2002年（平成14年）8月 - 本社を大阪市中央区高麗橋に移転。
- 2003年（平成15年）8月 - 東京支店を東京都港区虎ノ門に開設。
- 2004年（平成16年）12月 - 東京支店を東京都千代田区大手町に移転し、同所在地に本社を移転。
- 2005年（平成17年）
  - 2月 - 株式会社ジェイ・レップ・ロジスティックス総合研究所を設立。
  - 6月 - ジェイ・レップ・インベストメント株式会社を設立。
  - 9月 - アセットマネジメント事業を開始、物流不動産ファンドの組成を行う。
- 2006年（平成18年）6月16日 - 東京証券取引所マザーズに上場。
- 2007年（平成19年）
  - 1月 - REIT（リート）事業の立上げを目的とした子会社ジェイ・レップ・リートマネジメントを設立。
  - 5月18日 - マッコーリー・グッドマン・ジャパン（Macquarie Goodman Japan Pte.Ltd.）[1]と資本業務提携契約を結び、同グループ入りすることを発表。
  - 9月4日 - 金融庁より、ジェイ・レップ・リート・マネジメントが「投資信託及び投資法人に関する法律」に基づく投資法人資産運用業の認可を取得。
- 2008年（平成20年）4月 - ジェイ・レップ・リート・マネジメントが、ジェイ・レップ・ファンド・マネジメント株式会社に商号変更。
- 2010年（平成22年）12月 - 過半数の株式を保有するマッコーリー・グッドマン・ジャパンが株式公開買付けを実施し、議決権割合を引き上げ。
- 2011年（平成23年）9月26日 - 商号をグッドマンジャパン株式会社に変更。ジェイ・レップ・ファンド・マネジメントがグッドマンジャパンファンズ株式会社に商号変更。
- 2012年（平成24年）8月 - いわゆる二段階買収の手続により、マッコーリー・グッドマン・ジャパンの完全子会社となり、上場廃止。
- 2013年（平成25年）5月 - 株主がグッドマン・ジャパン・サブホールディングス（旧・マッコーリー・グッドマン・ジャパン）から、グッドマンほか1社に変更。

## 所在地
- 東京オフィス（本社） : 東京都千代田区丸の内一丁目9番1号グラントウキョウノースタワー36階
- 大阪オフィス : 大阪府大阪市中央区北久宝寺町三丁目5-12 御堂筋本町アーバンビル10階

## グループ会社
- グッドマンジャパンファンズ株式会社

## 参入時の物流不動産市場
グッドマンが2010年に株式公開買付けを実施した時点における日本の物流不動産市場について、2010年時点において物流大手の日本GLPとプロロジス（AMB含む）で、日本の物流不動産市場の床面積の51％の供給を行っていた。大手デベロッパーの三井不動産のシェア1％、ハウスメーカーの大和ハウス工業のシェアは2％など、シェアに圧倒的な差がある。
日本の物流不動産市場の主要プレーヤーと床面積シェア（2010）
| 順位 | 物件名称               | シェア |
| ---- | ---------------------- | ------ |
| 1    | GLP（日本GLP）         | 26%    |
| 2    | プロロジス             | 15%    |
| 3    | AMB                    | 10%    |
| 4    | ラサール               | 10%    |
| 5    | オリックス             | 7%     |
| 6    | 日ロジファンド投資法人 | 6%     |
| 7    | 日本レップ(グッドマン) | 3%     |
| 8    | 野村不動産             | 3%     |
| 9    | 大和ハウス工業         | 2%     |
| 10   | メープルツリー         | 2%     |
| 11   | 産業ファンド投資法人   | 2%     |
| 12   | 三井不動産             | 1%     |

## 国内の物流施設

### 首都圏
- グッドマンビジネスパーク イースト
- グッドマンビジネスパーク サウス
- グッドマンビジネスパーク ノース
- グッドマンビジネスパーク イーストゲート
- グッドマンビジネスパーク ウエスト
- グッドマン松戸
- グッドマン市川
- グッドマン水江
- グッドマン常総

### 名古屋圏
- グッドマン大府

### 大阪圏
- グッドマン大阪南港
- グッドマン茨木
- グッドマン摂津
- グッドマン堺
- グッドマン神戸
- グッドマン赤松台
- グッドマン鳴尾浜
- グッドマン赤松台
- グッドマン赤松台２